# 루시 그리피스
루시 그리피스(Lucy Griffiths, 1986년 10월 10일 ~ )는 잉글랜드의 배우이다.

## 출연 작품
- The Price (2017)
- 사이보그 아담 (2015)
- 라스트 썸머 (2014)
- 윈터스 테일 (2014)
- 넘버스 스테이션 (2013)
- 어웨이크닝 (2011)
- 로빈 훗 (2006)